# Tercera División de España 1983-84
La temporada 1983-84 de la Tercera División de España fue durante esta campaña fue la cuarta categoría de las Ligas de fútbol de España, por debajo de la Segunda División B y por encima de las Divisiones regionales. Comenzó el 4 de septiembre de 1983 y finalizó el 24 de junio de 1984 con la promoción de ascenso de categoría. 
En esta campaña se amplió los grupos de las categorías de 13 a 14, correspondiéndole el nuevo Grupo XIV a los clubes de la comunidad autónoma de Extremadura, los cuales habían estado compitiendo anteriormente en el Grupo X junto con los conjuntos andaluces de la zona occidental y los ceutíes; a estos últimos les continúo correspondiendo el Grupo X.

## Promoción de ascenso a Segunda División B

### Equipos participantes
Los equipos clasificados para la promoción de ascenso a Segunda División B de la temporada 1983-84 se exponen en la siguiente tabla: 
Se indican en negrita los equipos que consiguieron el ascenso.
| Grupo I            | Grupo II            | Grupo III        | Grupo IV         | Grupo V                       |
| ------------------ | ------------------- | ---------------- | ---------------- | ----------------------------- |
| 1º Pontevedra C.F. | 1º Caudal Deportivo | 1º C.D. Santurce | 1º C.D. Tudelano | 1º F.C. Barcelona Aficionados |
| 2º C.D. Orense     | 2º C. Siero         | 2º S.D. Eibar    | 2º C.D. Numancia | 2º C.F. Lloret                |

| Grupo VI        | Grupo VII        | Grupo VIII             | Grupo IX                   | Grupo X                  |
| --------------- | ---------------- | ---------------------- | -------------------------- | ------------------------ |
| 1º U.D. Alcira  | 1º C.D. Pegaso   | 1º R. Burgos C.F.      | 1º U.D. Fuengirola         | 1º Sevilla Atlético C.   |
| 2º Levante U.D. | 3º C.D. Manchego | 2º Cultural D. Leonesa | 2º C. Atlético de Marbella | 2º Betis Deportivo Bpié. |

| Grupo XI           | Grupo XII         | Grupo XIII                 | Grupo XIV           |
| ------------------ | ----------------- | -------------------------- | ------------------- |
| 1º C.D. Constancia | 1º U.D. Güímar    | 1º C.D. Eldense            | 1º C.D. Díter Zafra |
| 2º C.D. Manacor    | 2º C.D. Mensajero | 2º Orihuela Deportiva C.F. |                     |

- La segunda posición del Grupo VII la ocupó el Real Madrid C. F. Aficionados, pero este renunció a participar en la promoción por lo que ocupó su plaza el tercer clasificado, el C.D. Manchego.
- Del Grupo XIV solo participaba su primer clasificado.
- El Betis Deportivo Bpié. no se clasificó por no ser el mejor segundo entre el Grupo IX y su Grupo X.
- El C.D. Numancia y el C.F. Lloret tampoco se clasificaron por no ser ninguno de los 9 mejores segundos de los grupos restantes (el C.D. Manchego tuvo la consideración de segundo clasificado tras la renuncia a participar en la promoción del subcampeón de su grupo).

### Equipos ascendidos
Los siguientes equipos obtuvieron el ascenso a Segunda División B:
| Grupo I - Pontevedra C.F. Grupo II - No ascendió ningún equipo de este grupo Grupo III - No ascendió ningún equipo de este grupo Grupo IV - No ascendió ningún equipo de este grupo Grupo V - F.C. Barcelona Aficionados | Grupo VI - Levante U.D. Grupo VII - No ascendió ningún equipo de este grupo Grupo VIII - No ascendió ningún equipo de este grupo Grupo IX - C. Atlético de Marbella Grupo X - No ascendió ningún equipo de este grupo | Grupo XI - C.D. Manacor Grupo XII - Orihuela Deportiva C.F. Grupo XIII - No ascendió ningún equipo de este grupo Grupo XIV - No ascendió ningún equipo de este grupo |